# فولفغانغ باور (مصمم)
فولفغانغ باور (بالإنجليزية: Wolfgang Baur)‏ هو مصمم أمريكي، ولد في 1968 في إلينوي في الولايات المتحدة.